# 皮什塔切夫峰
64°44′00″S 62°06′27″W / 64.73333°S 62.10750°W

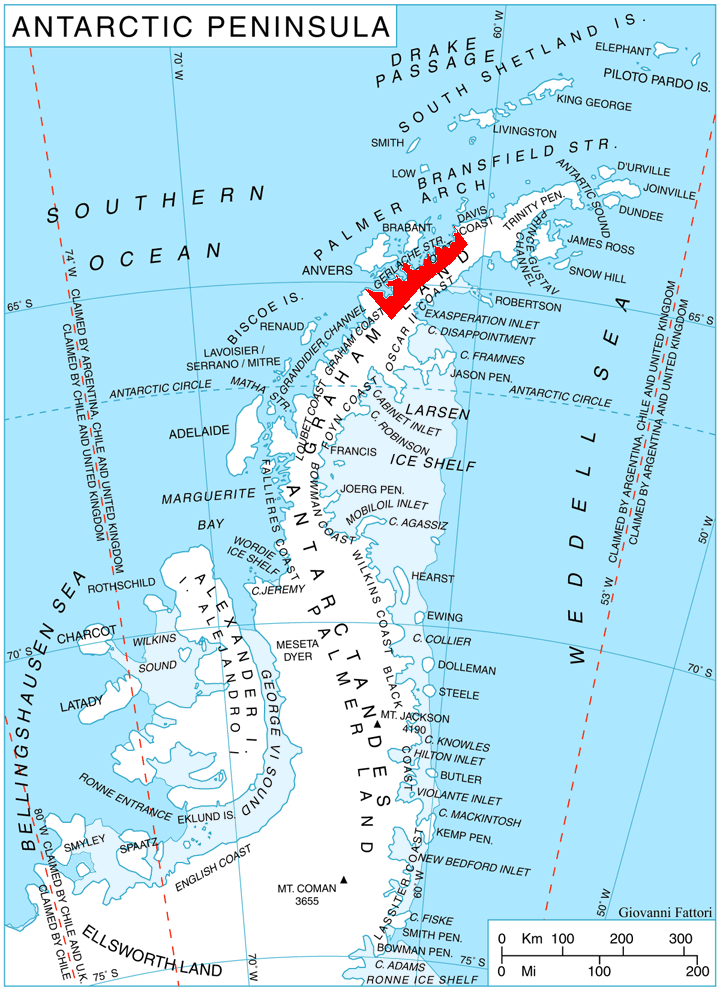

皮什塔切夫峰（英語：Pishtachev Peak）是南極洲的山峰，它位於葛拉漢地西岸的丹科海岸，處於羅齊爾冰川和布蘭乍得冰川之間，海拔高度1,300米，由比利時探險隊繪入地圖，現時由南極條約體系管理。